# Speedcar Series
Les Speedcar Series sont des championnats de course automobile qui ont vu le jour en février 2008.
Prévu pour démarrer au mois de novembre 2007 sur le tracé de Dubaï, ensuite déplacé au 26 janvier 2008, les Speedcar Series mettent en compétition une vingtaine de pilotes sur des voitures toutes identiques de type « stock-car », très proches des voitures de la NASCAR, équipées d'un moteur V8 de 620 ch.
Plusieurs anciens pilotes de Formule 1 y ont participé, comme Jacques Villeneuve, Jean Alesi, Johnny Herbert, Stefan Johansson, Gianni Morbidelli, Ukyo Katayama, JJ Lehto, Alex Yoong, Christian Danner, Pedro Lamy, Heinz-Harald Frentzen ou encore Vitantonio Liuzzi. Marco Melandri, pilote de vitesse moto, a pris part à deux épreuves lors de la saison 2008-2009.
Fin 2006, Jean Alesi est le premier à lever le voile sur ce championnat qui se déroule principalement dans des pays d'Asie et du Moyen-Orient. Les épreuves de Speedcar Series sont couplées avec celles du championnat GP2 Asia Series.

## Historique

### La consécration de Herbert
En 2008, Jean Alesi et Uwe Alzen sont en tête du classement général durant la quasi-totalité de la saison, le Français remportant deux épreuves et obtenant cinq podiums sur six tandis que le pilote Phoenix Racing Team s'impose à deux reprises. À l'entame du dernier meeting, le contexte est tel que le titre ne pourrait échapper à un des deux protagonistes. Pourtant, David Terrien, victorieux à Sakhir, Johnny Herbert et Gianni Morbidelli sont encore en lice.
Lors de la première course, Alzen profite de l'abandon d'Alesi sur casse moteur pour prendre les rênes du classement général mais il ne termine que quatrième, derrière les trois chasseurs au général car Herbert s'impose devant Terrien et Morbidelli. À ce stade de la compétition, Alzen mène avec deux points sur Alesi, cinq points sur Terrien et sept points sur Herbert. Morbidelli ne peut rejoindre Alzen aux points. À la suite du principe de la grille inversée de la deuxième course, Alzen a le plus de chances de remporter le titre, tandis que Jean Alesi est résigné à partir de la dernière ligne due à son abandon. Il abandonne une nouvelle fois, à la suite d'un contact avec Hasher Al Maktoum, perdant toute chance de s’emparer du titre. À l’avant du peloton, Alzen, pourtant derrière Herbert, reste virtuellement champion mais ses espoirs s'évanouissent lorsque, tentant un dépassement sur Stefan Johansson, ce dernier lui ferme la porte à l'entame du virage, provoquant une crevaison chez l'Allemand ; il termine 11e. Herbert, leader de la course après son dépassement sur Marchy Lee, s'impose devant Terrien et Lee.
Si Herbert et Terrien terminent la saison avec 45 points chacun, le Britannique devient champion 2008 grâce à ses deux victoires à Dubaï, contre une pour Terrien. Alzen et Alesi terminent troisième et quatrième.

### Le sacre de Morbidelli
En 2008-2009, de nouvelles écuries et de nouveaux pilotes font leur entrée, dont le pilote Force India, Vitantonio Liuzzi qui s'impose dès sa première épreuve devant Heinz-Harald Frentzen et Morbidelli. Le champion sortant Herbert se classe quatrième. Au fil des courses, Morbidelli s'impose en tête du général tandis que Herbert, Alesi, Liuzzi et Frentzen se battent pour les places d'honneur, jusqu'à la dernière course lorsque Herbert revient à un point du pilote Palm Beach, mais ne peut s'adjuger un deuxième titre pilotes puisque Morbidelli termine cinquième juste devant lui.
Du fait des arrivées successives des écuries, un championnat des écuries est instauré. Le lauréat est l'écurie américaine Palm Beach, représentée par Morbidelli et Thomas Biagi qui remplaçait Stefan Johansson (le Suédois a annoncé son retrait après un abandon en début de championnat).

### Fin de la Speedcar Series
En raison de la crise financière de 2007-2009, le partenaire du championnat, Union Properties, retire son soutien. Si un plan de sauvetage prévu par le directeur du championnat Claudio Berro est envisagé, le championnat est finalement abandonné en juin 2009.

## Format des courses
L'épreuve se déroule sur deux journées consécutives :
| Session        | Durée                |
| Premier jour   | Premier jour         |
| -------------- | -------------------- |
| Essais libres  | 1 heure              |
| Qualifications | 30 minutes           |
| Course 1       | 145 km ou 45 minutes |
| Deuxième jour  |                      |
| Warm-Up        | 20 minutes           |
| Course 2       | 145 km ou 45 minutes |

## Palmarès
| Saison    | Champion                       | Deuxième       | Troisième         | Écurie championne |
| --------- | ------------------------------ | -------------- | ----------------- | ----------------- |
| 2008      | Johnny Herbert (Speedcar Team) | David Terrien  | Uwe Alzen         |                   |
| 2008-2009 | Gianni Morbidelli (Palm Beach) | Johnny Herbert | Vitantonio Liuzzi | Palm Beach        |